# 刘磊 (1969年)
刘磊（1969年3月—），男，安徽宣城人，中共党员，中华人民共和国政治人物。

## 生平
1995年毕业于中国人民大学新闻系新闻学专业，获硕士学位。长期在人民日报社工作，曾任人民日报总编室副主任，人民日报社湖南分社社长，人民日报社广东分社社长，人民日报社经济社会部主任，中央纪委国家监委宣传部常务副部长等职。2023年12月任中央纪委国家监委宣传部部长。